# Atelopus glyphus
Atelopus glyphus és una espècie d'amfibi que viu a Colòmbia i Panamà.
Està amenaçada d'extinció per la pèrdua del seu hàbitat natural.